# بيل برادلي (لاعب كرة سلة)
بيل برادلي (16 يونيو 1945 - 5 يونيو 2002) (بالإنجليزية: Bill Bradley)‏ هو لاعب كرة سلة أمريكي في مركز هجوم خلفي. لعب مع كنتاكي كولونيلز.

## وصلات خارجية
- بيل برادلي على موقع سبورتس رفرنس (الإنجليزية)